# Harskamp
Harskamp is een dorp in het noordoosten van de gemeente Ede in de Nederlandse provincie Gelderland, gelegen op de rand van de Veluwe en de Gelderse Vallei. In 2023 had Harskamp 3.955 inwoners.

## Betekenis van de naam
De naam is een samenvoeging van 'Hars' en 'kamp'. De naam komt rond 1313 voor als Hernescampe, Herlescampe en Herscampe, werd in 1333 gespeld als 'Hoerscampe' en een goede eeuw later als 'Harscamp'. Een kamp is een stuk omheinde grond dat in bezit is van een enkele persoon (dit in tegenstelling tot een enk of eng) De latere betekenis werd algemener: veld, akker. Het eerste naamdeel komt uit het Middelnederlands: (h)ors, (h)ars (vgl. het Engelse 'horse'), met de betekenis 'paard'.

## Geschiedenis
Aan de Edeseweg staat al eeuwen lang "Huize Harskamp", later bekend als "Huis ten Ham". Van een "Huize Harskamp" is al sprake vanaf omstreeks het jaar 1360. In 1379 werd ene Brand van Delen beleend met het goed "Harskamp". Hier woonden later de families Knuttel en Kröller. 'Van Harscamp' was een vooraanstaande familie met een Namense en een Gelderse tak. In de achttiende eeuw waren er in Utrecht burgemeesters met deze naam.
Aan de Laarweg (de vroegere Laarderboschlaan) heeft tussen Harskamp en Wekerom een landhuis gestaan; dit was Huize "Laarderbosch".

### Defensie

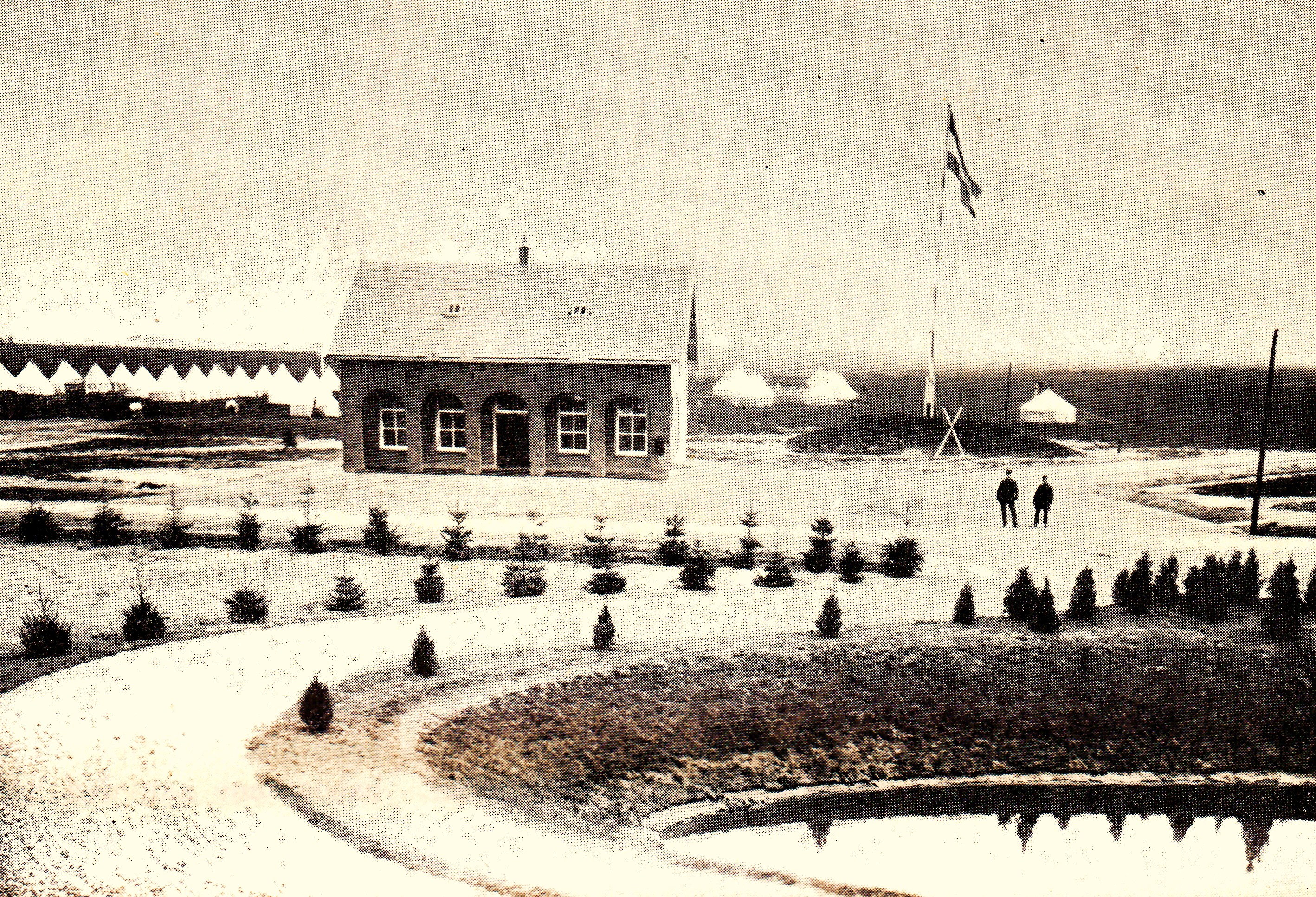
Legerplaats de Harskamp in 1899

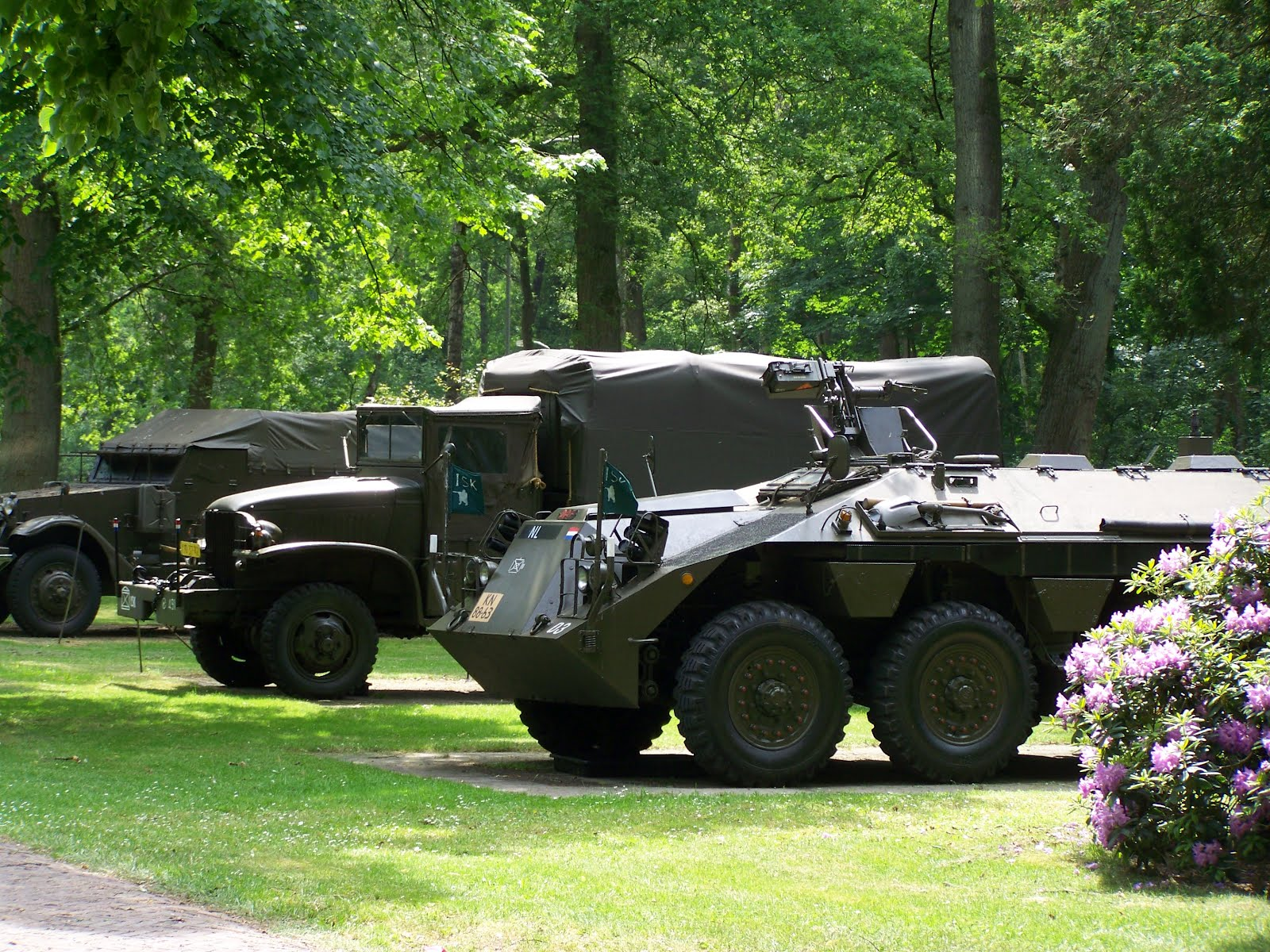
Militaire voertuigen in het museumpark

Het militair oefenterrein Legerplaats Harskamp voor infanterie bij Harskamp werd in 1899 als militair schietkamp in gebruik genomen. Veel dienstplichtige mannen hebben hier een deel van hun militaire diensttijd doorgebracht. Meestal werden de soldaten te voet vanaf het station Ede naar het infanterie schietkamp (ISK) en terug gemarcheerd.
In legerplaats Harskamp werden na de Tweede Wereldoorlog in 1945 zo'n 4.000 mensen vastgezet en bewaakt door het Canadese leger om later berecht te worden. Dit waren collaborateurs en landverraders uit het hele land die zich hadden ingezet voor de Waffen-SS, de Landstorm, de Ordnungspolizei of het Vrijwilligerslegioen Nederland dat aan het Oostfront tegen de geallieerden vocht.

### Musea
Op het terrein van de legerplaats waren een viertal musea gevestigd welke samen het Museumpark Harskamp vormden:
Infanterie Schietkamp Museum
Hier werd sinds 1978 en de geschiedenis van het infanterie schietkamp en het dorp Harskamp getoond.
Museum korps Nationale Reserve
Dit museum bestaat sinds 1986 en was sinds 1999 deel van het museumpark.
In het museum werd aandacht besteed aan de historie van het korps Nationale Reserve en zijn voorgangers.
Infanterie Museum
In 1995 werd dit museum opgericht om er de verzamelingen van opgeheven infanterieregimenten in onder te brengen.
Smalspoor Museum
Het Decauville Spoorweg Museum liet de geschiedenis zien van het smalspoor.
Deze musea, behalve het Museum korps Nationale Reserve hebben per 1 september 2014 de deuren moeten sluiten in verband met bezuinigen bij het ministerie van Defensie.

## Kerk
Harskamp is een orthodox-christelijk dorp: bij de gemeenteraadsverkiezingen van 2006 behaalde de SGP hier 50,26% van de stemmen, de drie christelijke partijen samen ruim driekwart. Het dorp heeft een Hervormde, een Gereformeerde en een Hersteld Hervormde Kerk.

## Toerisme
Het dorp is gelegen aan de rand van de Veluwe. Behalve als legerplaats is het bekend vanwege de aanwezigheid van campings en recreatieparken. Een toeristische attractie is de Passiflorahoeve, een zorgboerderij die de Nationale Plantencollectie Passiflora beheert. Rond het dorp is het 'Harscamperpad' uitgezet, een zogeheten klompenpad. Dit is een wandelroute over historische kerkpaden. In het dorp staat de Lana Mariana, een als beltmolen gebouwde graanmolen.
In Harskamp zijn een aantal restaurants, vier cafés en vier grotere campings gevestigd.

## Traditie
Op Koningsdag bestaat de traditie om 's ochtends deze dag te starten met brommers zonder uitlaat, die vanaf circa 5 uur al luid te horen zijn, daarna volgt een vlaggenparade, waarbij burgers van Harskamp en militairen van de legerplaats Harskamp de dag starten door het gezamenlijk zingen van het Wilhelmus en het hijsen van de Nederlandse vlag. Voorafgaand worden toespraken gehouden door de commandant van legerplaats Harskamp en een afgevaardigde van burgemeester en wethouders van de gemeente Ede.

## Verenigingen

### Muzikaal
- De muziekvereniging Fanfarekorps Excelsior Harskamp bestaat uit:
  - Fanfarekorps sinds 22 november 1922
  - Drumband sinds 8 september 1954

### Sportief
- Voetbalvereniging SV Harskamp bestaat sinds 1948
- Gymnastiekvereniging genaamd Door Oefening Tot Ontspanning (DOTO)
- Motorclub Motor en Auto Club Harskamp
- Tafeltennisvereniging Smash
- Hengelsportvereniging De Goudwinde
- Schietsportvereniging Straight Shooters

## Dorpswapen

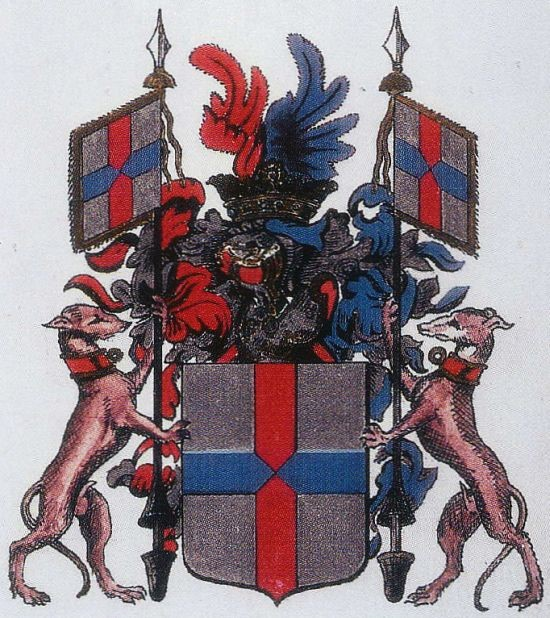
Wapen van Profondeville

Dit wapen is afgeleid van het wapen van de familie Van Harscamp. Het wapen wordt ook gebruikt door de gemeentes Noville-les-Bois en Profondeville in België, bezittingen van de familie Van Harscamp.
Het wapen is bekend vanuit de 17e eeuw (Belgische tak) en begin 18e eeuw (Utrechtse tak). 
In de Zesde Coalitieoorlog en de Zevende Coalitieoorlog is tevens het Harskamp Wapen te vinden. Best zichtbaar in de Slag bij Waterloo op 18 juni 1815, waarbij Napoleon Bonaparte definitief werd verslagen. De Slag bij Waterloo bevindt zich hedendaags 45 kilometer bij Noville-les-Bois vandaan, waar het Harskampse wapen nog steeds zichtbaar is.
Het dorpswapen heeft geen officiële status.

## Trivia
In augustus 2021 moest de politie ingrijpen bij een demonstratie in Harskamp tegen de komst van vluchtelingen uit Afghanistan.

## Foto's van Harskamp

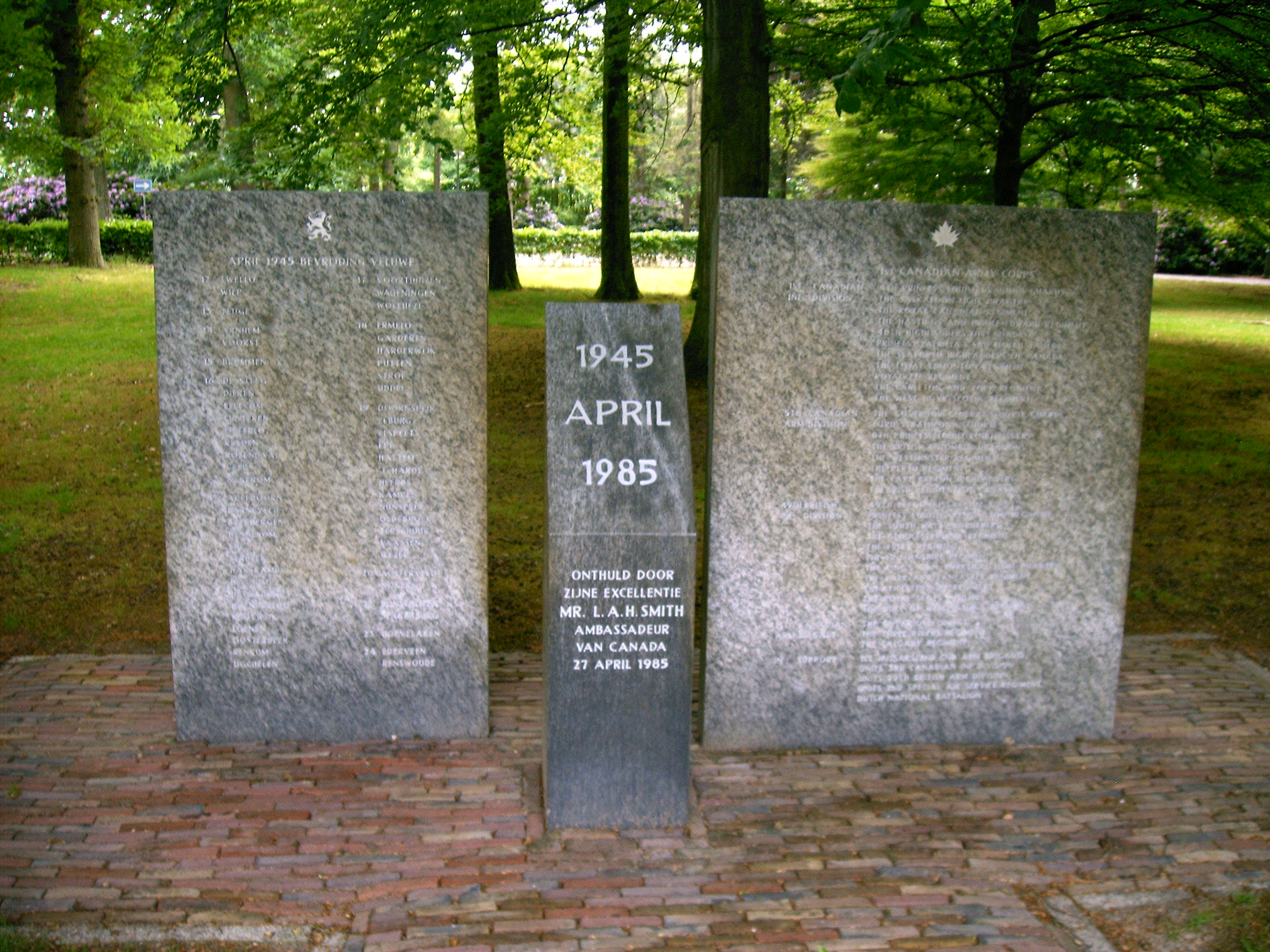
Monument bevrijding door Canadese leger 1945
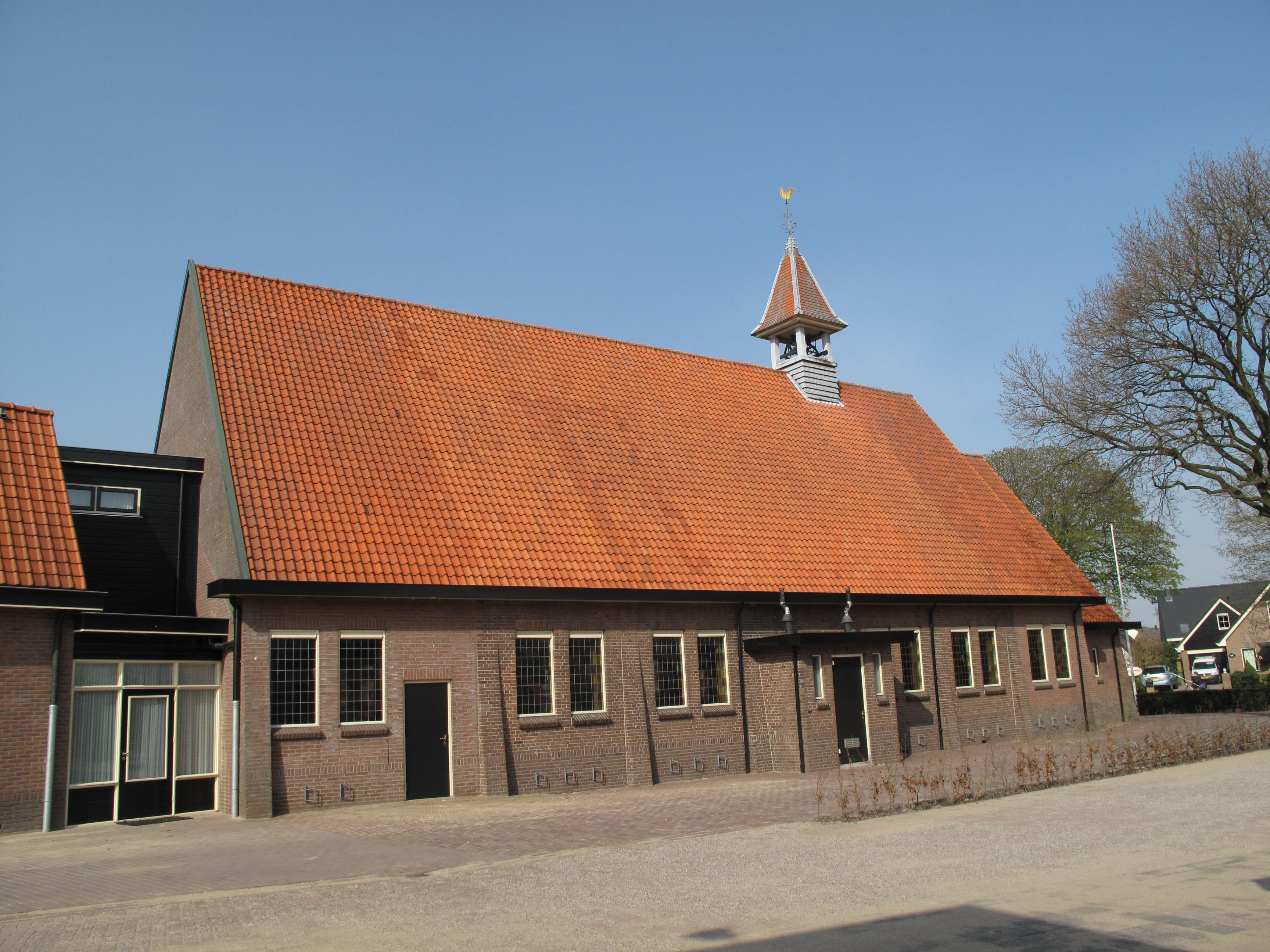
Kerk van de Hervormde Gemeente Harskamp
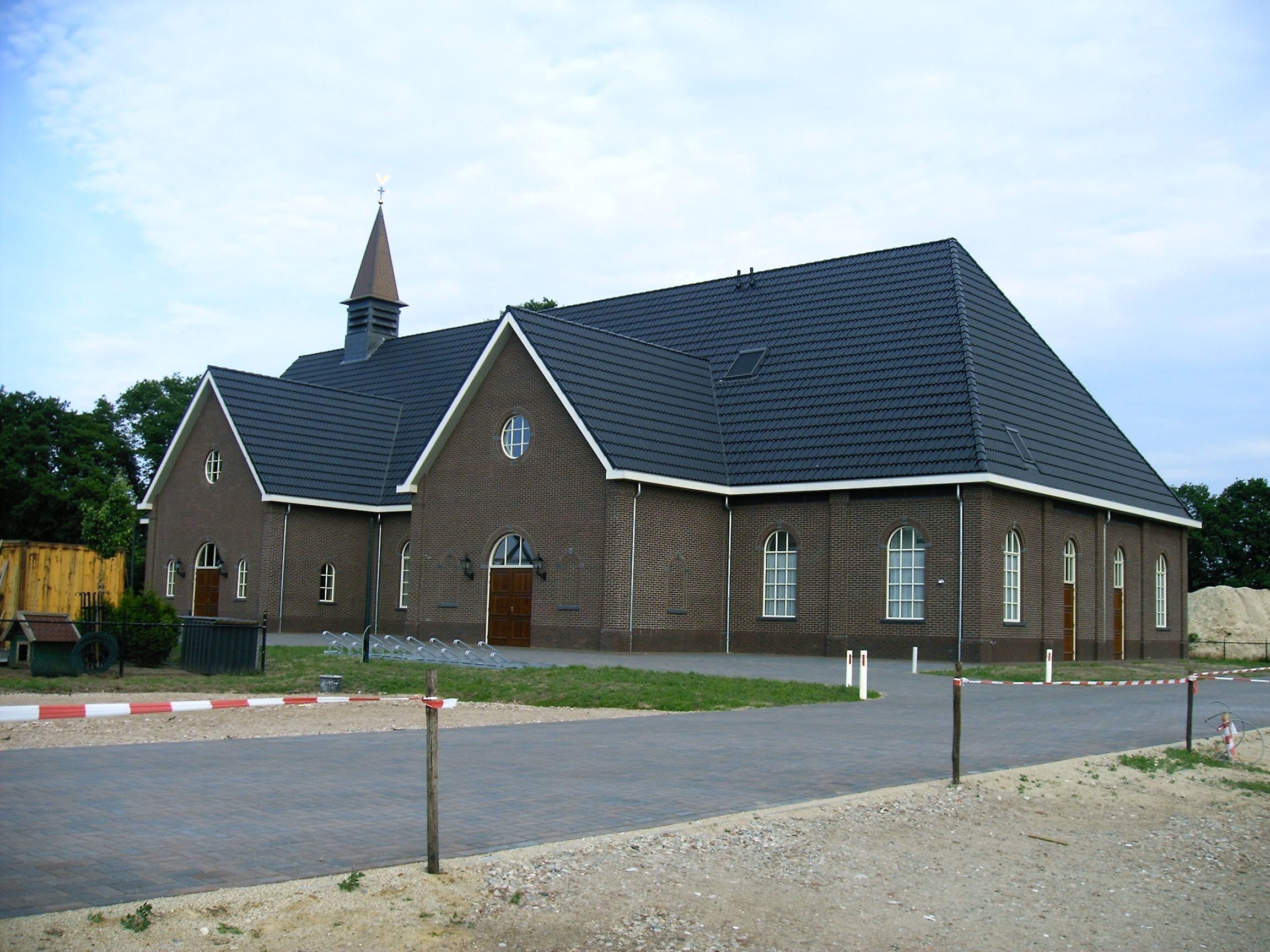
Kerk van de Hersteld Hervormde Gemeente
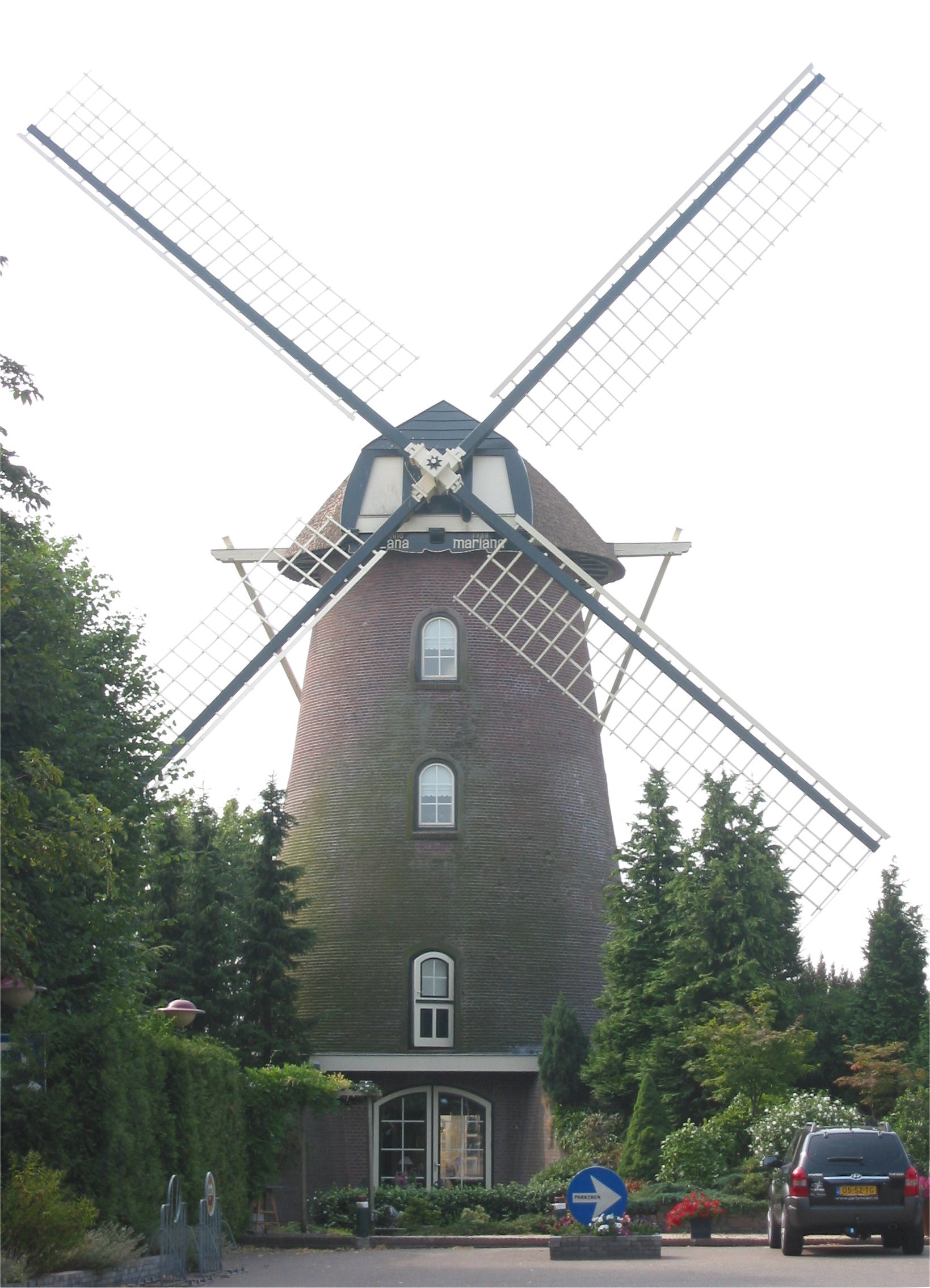
De Lana Mariana molen

Hoofdplaats: Ede       Dorpen: Bennekom · Ederveen · Harskamp · Hoenderloo (deels) · De Klomp · Lunteren · Otterlo · Wekerom

Buurtschappen: Deelen · Doesburgerbuurt · Driesprong · Eschoten · De Ginkel · Hoekelum · Hoog Baarlo · De Kade · De Kraats · Manen · Meulunteren · Mossel · Nederwoud · Nergena · Nieuw-Reemst · (Oostdorp) · Oud-Reemst · Overwoud · Roekel · De Valk · Walderveen · Westeneng

Gelderland: Steden en dorpen in Gelderland      Nederland: Provincies · Gemeenten